# 가리야시
가리야시(일본어: 刈谷市)는 일본 아이치현 미카와 지구에 있는 시이다. 사카이강을 사이에 두고 오부시, 도요아케시와 접하며, 센고쿠 시대 말기에 도쿠가와 이에야스의 외가(外家)의 본거지였다.
토요타 그룹의 주요 기업 본사가 위치한 공업 도시이며, 아이치현 공업기술센터도 위치하고 있다. 또 나고야시의 위성 도시이기도 하다.

## 지리
옛 오와리국과의 국경이었던 사카이강이 시의 서부를 흐른다. 이 강을 따라서 시역은 남북으로 긴 형태를 하고 있어 남북 길이는 최대 13.2km에 이른다. 옛 미카와국의 서단에 위치한다. 시역은 전체적으로 평탄한 토지이며 논밭이 펼쳐진 지역도 있다.
사카이강과 그 지류 유역은 소규모 충적 평야를 형성하고 있다. 그 외에는 상당수가 홍적대지이며 공장이나 주택지가 펼쳐져 있다. 북부의 아이치 교육대학 주변은 구릉 지대로 자연이 많이 남아 있다. 현재의 가리야시는 에도 시대에 가리야번과 시게하라번에 속했다.

### 인접한 자치체
- 도요타시
- 안조시
- 오부시
- 지류시
- 다카하마시
- 도요아케시
- 아이치군 도고정
- 지타군 히가시우라정
- 니시카모군 미요시정

## 역사
- 1889년 10월 1일 - 정촌제 시행으로 헤키카이군 가리야정이 성립하였다.
- 1950년 4월 1일 - 가리야정이 시로 승격해 가리야시가 되었다.

## 교통

### 철도
- 나고야 철도
  - 미카와선
  - 나고야 본선

- 도카이 여객철도
  - 도카이도 본선

### 도로
- 이세 만안 자동차도
- 국도 제1호선
- 국도 제23호선
- 국도 제155호선
- 국도 제419호선

## 인구
| 연도 | 인구    | ±%     |
| ---- | ------- | ------ |
| 1950 | 50,384  | —      |
| 1960 | 59,235  | +17.6% |
| 1970 | 87,672  | +48.0% |
| 1980 | 105,643 | +20.5% |
| 1990 | 120,126 | +13.7% |
| 2000 | 132,054 | +9.9%  |
| 2010 | 145,744 | +10.4% |

## 자매 도시
- 캐나다 온타리오주 미시소가(1981년)